# Danh sách chủ đề bảo tồn
Đây là một chỉ mục chủ đề bảo tồn. Đây là một chỉ số theo thứ tự chữ cái bài liên quan đến bảo tồn sinh học và bảo tồn môi trường tự nhiên.

## A
- Căng thẳng bất lợi vô sinh - Aerial-giống - Các biện pháp đã được nhất trí để bảo tồn động vật và thực vật ở Nam Cực - Chống săn cá voi

## B
- Phân hủy sinh học - Đa dạng sinh học - Kế hoạch hành động đa dạng sinh học - Khung kết quả đa dạng sinh học - Điểm nóng đa dạng sinh học - Hữu cơ - Địa sinh học - Tin sinh học - Tính toàn vẹn sinh học - Sự mở rộng sinh học - Nguyên liệu sinh học - Quần xã sinh vật Phỏng sinh học - Giám sát sinh học - Biopiracy - Nền dân chủ khu vực sinh vật - An toàn sinh học - Biosalinity - An toàn sinh học - sinh quyển - Dự trữ sinh quyển - Thống kê sinh học - Nghiên cứu sinh học - Công nghệ sinh học  - Chống khủng bố sinh học - Di chuyển sinh học - Bảo tồn loài chim - Danh sách xanh - Đánh lưới đáy

## C
- Nhân giống nuôi nhốt - Đặc Sủng megafauna - CITES - Bảo tồn dựa vào cộng đồng - Bảo tồn khu vực -  bảo tồn quyền - Bảo tồn sinh học - Bảo tồn Commons - bảo tồn phụ thuộc - Bảo tồn nông nghiệp - Bảo tồn và chủ nghĩa thực dân mới - Bảo tồn phát triển - Bảo tồn sinh thái - Bảo tồn đạo đức - bảo tồn chỉ - Chăn thả bảo tồn - Bảo tồn mũi - Hệ thống quản lý bảo tồn - Bảo tồn di chuyển - Công viên bảo tồn - Tình trạng bảo tồn - Công ước về Đa dạng sinh học - Côtes - Cực có nguy cơ tuyệt chủng loài - Cross-bồi dưỡng

## D
- Thiếu dữ liệu - nợ Thiên nhiên-Swap - Nạn phá rừng

## E
- Vùng sinh thái - Phục hồi hệ sinh thái - Dịch vụ hệ sinh thái - Cuộc khủng hoảng sinh thái - Đảo sinh thái - Thích hợp sinh thái - Lựa chọn sinh thái - Vùng sinh thái - cạnh hiệu quả - Loài nguy cấp - Đơn vị tiến hoá đáng kể - Tuyệt chủng - Sự kiện tuyệt chủng - Bảo tồn ex-situ - Chim bị tuyệt chủng - Tuyệt chủng trong thế giới hoang dã - Ngưỡng tuyệt chủng

## F
- Các loài Flagship - Phân mảnh rừng

## G
- Lý thuyết Gaia (khoa học) - Triết lý Gaia - Gaian - Game Warden - Theo dõi GPS động vật hoang dã - GRANK - Phân tích Gap (bảo tồn) - Ô nhiễm di truyền - Xói mòn di truyền - Chiến lược toàn cầu để bảo tồn thực vật - Greenprinting

## H
- Môi trường sống (sinh thái) - Môi trường sống phân mảnh - Bảo tồn môi trường sống - Hủy diệt môi trường sống - Chi phối môi trường sống

## I
- Khai thác gỗ bất hợp pháp - Bảo tồn in-situ - Danh mục chính toàn vẹn sinh học - Giải thưởng Indianapolis - Viện quần thể chim - Dự án Bảo tồn và Phát triển tích hợp - Invader tiềm năng - Phục hồi đảo

## L
- Bảo tồn quy mô cảnh quan - Danh sách các chủ đề năng lượng mặt trời - Bảo tồn thiên nhiên địa phương - Việc đốn gỗ - Nguy cơ tuyệt chủng tiềm ẩn - Giảm nguy cơ

## M
- Khu bảo tồn biển - Bảo tồn biển - Công viên biển - Dự trữ hàng hải - Marxan - Dự án Ngân hàng hạt giống Thiên niên kỷ - Mã tác động tối thiểu - Bảo tồn môi trường sống bướm xanh Mission

## N
- Khu vực bảo tồn hàng hải quốc gia - Khu bảo tồn thiên nhiên quốc gia Vườn quốc gia - Thiên nhiên 2000 - Di sản thiên nhiên - Bảo tồn thiên nhiên - Yến hộp - Bảo tàng Game Warden Bắc Mỹ

## O
- Rừng mọc từ xưa - hoạt động Wallacea

## P
- Áo ấm của chim cánh cụt - Suy giảm côn trùng thụ phấn - Nguy cơ tuyệt chủng động vật linh trưởng - Khu vực được bảo vệ -

## R
- Loài hiếm - Kế hoạch Phục hồi - Danh sách đỏ - Hiệp định rừng khu vực - Danh sách đỏ của vùng - Trồng rừng - Di thực - Quản lý tài nguyên - Phục hồi sinh thái - Khu bảo tồn không đường sá

## S
- Seedbank - Quy mô dân số nhỏ - Đất nhiễm mặn - Thụt lùi và suy thoái đất - Điều hòa không khí năng lượng mặt trời - Năng lượng mặt trời - Nhiệt năng mặt trời - Mở rộng mô hình cư trú - Chuyển cơ sở hội chứng Bảo tồn dựa trên vị trí - Vị trí của quan tâm bảo tồn thiên nhiên - Vị trí của quan tâm khoa học đặc biệt - Khu vực bảo tồn đặc biệt - Khu vực bảo vệ đặc biệt - Bảo tồn đất - Động lực tài nguyên chìm - Tính phong phú loài - Kế hoạch sống sót các loài - Loài cần quan tâm - lựa chọn của các loài cho bảo tồn và phát triển bền vững - Chuyển vị loài - Chấm dứt quản lý - Xếp hạng dưới quốc gia - Tính bền vững - Lâm nghiệp bền vững - Quản lý rừng bền vững - Môi trường sống bền vững - Công nghiệp bền vững - Mua sắm bền vững - Thủy sản bền vững - Năng suất bền vững

## T
- Terraforming - Vùng sinh thái trên mặt đất - Loài bị đe dọa - Chuyển vị (bảo tồn động vật hoang dã)

## U
- Dự trữ sinh quyển đô thị

## V
- Lưu giữ biến - Tính dễ bị tổn thương và nhạy cảm trong bảo tồn sinh học - Các loài dễ bị tổn thương

## W
- Phục hồi đường thủy - Cỏ dại - Hành lang động vật hoang dã - Dự trữ động vật hoang dã - Quản lý đất rừng - Thứ tự bảo tồn nước - Waterbar - Khu vực hoang dã - Hiệp hội bảo tồn đời sống hoang dã - Buôn bán động vật hoang dã - Ủy ban Thế giới về các khu bảo tồn - Hội nghị Thế giới về giống loài nguy cấp trong tình trạng bị giam cầm như một viện trợ cho sự sống còn của chúng - Mạng lưới dự trữ sinh quyển Thế giới

## Z
- Vườn thú

## Các công ước, các giao thức, điều chỉnh và hội nghị thượng đỉnh
- Giao thức an toàn sinh học - Montreal 2000
- Công ước về đánh bắt cá và Bảo tồn tài nguyên sinh vật của High Seas
- Công ước về buôn bán quốc tế các loài có nguy cơ tuyệt chủng của động vật, thực vật hoang dã (CITES)
- Công ước của Liên Hợp Quốc về Luật Biển
- Công ước về Đất ngập nước có tầm quan trọng quốc tế đặc biệt là môi trường sống loài chim nước - Công ước Ramsar - Ramsar Site
- Hội nghị thượng đỉnh Trái đất 2002 (hội nghị thượng đỉnh Thế giới về Phát triển bền vững), Johannesburg 2002
- Điều chỉnh liên chính phủ về biến đổi khí hậu
- Công ước quốc tế Quy định về cá voi
- Cơ quan đáy biển quốc tế
- Điều ước quốc tế về Tài nguyên di truyền thực vật cho lương thực và Nông nghiệp
- Hiệp định Gỗ Nhiệt đới Quốc tế, 1983
- Ủy ban Thế giới về các khu bảo tồn - WCPA
- Đại hội về tính hoang dã Thế giới

## Cơ quan Liên Hợp Quốc
- Tổ chức Giáo dục, Khoa học và Văn hóa của Liên Hợp Quốc
- Chương trình Môi trường của Liên Hợp Quốc (UNEP)
- Trung tâm Giám sát Bảo tồn Thế giới UNEP (WCMC)
- Công ước khung của Liên Hợp Quốc về biến đổi khí hậu